# Frederik Julian Christian von Bertouch
Frederik Julian Christian von Bertouch (født 23. april 1764, død 9. september 1831) var en dansk godsejer og kammerherre, bror til Ernst Albrecht von Bertouch og far til Poul Godske Bertouch-Lehn og Ernst Rudolph Bertouch.

## Virke
Bertouch var søn af kammerherre og oberstløjtnant Carl Rudolph von Bertouch. Han var page ved hoffet, blev 1792 ritmester og eskadronchef ved Gardehusarregimentet og blev kammerherre. Sammen med sine brødre blev han 11. juni 1777 naturaliseret som dansk adelsmand. I sit første ægteskab 8. oktober 1791 ægtede han Margrete Lütken (28. oktober 1766 - 30. august 1794 i Møgeltønder), som tidligere havde været gift (28. juli 1785) med Bertouchs broder, kaptajn i Norske Livregiment Frederik Ferdinand von Bertouch (1749-1786). Hun var datter af kommandørkaptajn Christopher Lütken (1734-1783) og Charlotte Cathrine Weyse.
2. januar 1796 ægtede han Elisabeth Catharina baronesse Lehn (30. november 1772 - 27. oktober 1802)datter af lensbaron Poul Abraham Lehn. Hun havde arvet herregården Søholt efter Caspar Herman von Krogh. Casper H. von Krogs ældre broder havde været forlovet med Elisabeth Catharina baronesse Lehn og på sit dødsleje havde han testamenteret sin forlovede og godset Søholt til sin yngre broder. Dette ægteskab varede kun ti måneder, idet Casper Herman von Krogh døde og blev begravet den 20 august 1791. (kilde: Egense Kirkebog Enesteministerialbog 1772-1805 fol. 66). Mange skrifter udlægger denne hændelse anderledes uden at angive kilde!
Bertouch giftede sig efter Elisabeth Catharina Lehns død i 1803 med Louise Juliane von Wallmoden (15. juni 1775 - 5. september 1831), datter af gehejmeråd Christopher Georg von Wallmoden. På Søholt lod Bertouch i 1804 opføre en ny hovedbygning (senere atter ombygget). Om sommeren samlede parret mange af tidens store kunstnere på godset, bl.a. Thorvaldsen og Oehlenschläger, og der opstod en kunstnerisk og litterær kreds på herregården.
I Frederik Julian Christian von Bertouchs tid som ejer blev store dele af Søholts fæstegods solgt til selveje, og det var derfor et stærkt reduceret gods, som efter ægteparrets død blev solgt på auktion i 1831. Han ejede Fuglse Kirke, hvortil han i 1827 skænkede en messehagel. Han er begravet på samme kirkes kirkegård.